# 중국계 네덜란드인
중국계 네덜란드인(네덜란드어: Chinese Nederlanders; 중국어: 荷蘭華人)은 유럽 대륙에서 가장 큰 화교 인구 중 하나이다. 2018년 공식 통계에 따르면 중화인민공화국(홍콩 포함)과 중화민국 출신은 92,644명 또는 적어도 한 명의 부모를 둔 것으로 나타났다. 그러나 이러한 통계는 초기부터 중국에서 이주한 사람들뿐만 아니라 해외 화교 공동체에서 유입된 화교 민족을 포함한 중국인 공동체의 전체 규모를 포착하지는 못한다.

## 이주 역사
초기 중국 노동자들의 네덜란드로의 이주는 주로 제1차 세계 대전 이후 중국에 도착하기 시작한 저장성 칭톈현, 그리고 중국계 영국인 공동체에서 유래한 광둥성 출신 선원 두 명으로부터 이끌어졌다. 후자는 1911년에 파업 위반자로 처음 유입되었다. 대공황 기간 동안, 많은 선원들은 해고되었고, 특히 핀다코크제 (땅콩 케이크)를 길거리 행상으로 데려갔고, 네덜란드인들은 그들을 "땅콩인"이라고 불렀다. 그들의 수는 자발적인 이민과 추방으로 인해 감소했고, 제2차 세계 대전까지 1,000명 미만이 남아 있었다.
네덜란드의 또 다른 초기 중국인 그룹은 학생이었다. 그러나 그들은 대부분 중국에서 온 것이 아니라 네덜란드령 동인도 제도의 중국인 공동체에서 끌어왔다. 1911년 20명으로 이루어진 집단에서, 그들의 수는 계속 증가했고, 제2차 세계 대전에 의해서만 중단되었다. 1957년, 네덜란드에 있는 인도네시아에서 온 약 1,400명의 중국인 중 1,000명이 학생이었다. 1911년, 이 학생들은 유럽의 여러 중국 단체들과 정당들과 접촉한 정화회를 설립했다. 프라나칸 태생인 학생들은 인도네시아 현지 언어를 모국어로 사용하는 경향이 있었으며, 이미 네덜란드 중등학교에서 조기 교육을 받았다. 하지만 인도네시아에서 긴장이 고조되고 있고, 1950년대 후반과 1960년대 초반 네덜란드 관계는 학생들의 수가 급격히 감소했다.
인도네시아에서 온 중국인 유학생의 수는 줄었지만, 1965년 인도네시아의 폭력적인 정치 상황 때문에 수만 명의 중국인들이 그 나라를 떠날 수 밖에 없었다. 대부분은 중국, 미국 또는 호주로 갔지만, 네덜란드어로 교육을 받은 사람들은 네덜란드를 우선적으로 그들의 목적지로 선택했다. 정확한 통계는 없지만, 이민자 스스로 이 기간 동안 약 5,000명이 도착한 것으로 추정한다. 학생들과 마찬가지로, 이 이주자들은 인도네시아어를 모국어로, 네덜란드어를 학문 언어로 하는 중국어를 전혀 하지 않는 경향이 있었다. 1970년대 후반과 1980년대 초에 홍콩은 네덜란드로 이주하는 중국인 이민의 중요한 원천이 되었고, 1980년대 후반에는 연간 약 600~800명으로 감소했다.
또한 1980년대에, 네덜란드는 중국 본토에서 온 학생들에게 인기 있는 선택이 되기 시작했다. 이러한 인기에 영향을 준 요인으로는 영국보다 상대적으로 낮은 등록금과 미국에 비해 학생 비자를 쉽게 받을 수 있는 점 등이 있었다. 처음에는 중국 정부가 자금을 대는 학생들이었고, 시험에 의해 선발된 상위권 학생들로 구성되었고, 레이던 대학교와 같은 네덜란드 명문 대학에 입학했다. 하지만, 1990년대에, 더 많은 개인 자금의 학생들, 네덜란드 장학금을 받는 학생들, 그리고 단기 교환 학생들이 도착하기 시작했다. 2002년까지, 대사관 수치는 네덜란드에 있는 약 4,000명의 중국 유학생들을 보여주었다.

## 인구통계학적 특성
중국계 네덜란드인의 인구는 총 80,198명이다. 이는 통계를 이용할 수 있는 가장 이른 해인 1996년 인구 대비 92.8%의 성장을 나타낸다. 그러나 인구 내 다양한 그룹은 뚜렷한 성장 추세를 보인다. 같은 기간 동안 중국 본토 출신 인구는 152% 증가했으며, 해외 출신과 네덜란드 출신 모두 비슷한 수준의 성장을 보였다. 반면 홍콩 출신 인구 수는 추가 이민보다는 자연증가에 따른 완만한 성장세를 보이고 있다. 사실 같은 기간 홍콩 이민자 수는 5.6% 감소했다.
하카계 수리남인은 중국 인구의 약 10%를 차지하는 네덜란드로의 이주도 있다.
네덜란드의 중국인들은 특별히 지리적으로 집중되어 있지 않다. 절반 이상이 식당 무역에 종사하고 있고, 그들은 경쟁이 덜한 곳에 중국 식당을 여는 것을 선호하기 때문에, 그들은 전국으로 퍼져나가는 경향이 있다. 암스테르담에는 차이나타운이 있지만, 다른 나라의 차이나타운처럼 복합적으로 사용되는 주거/상업지구가 아닌 순수 상업지구이다. 로테르담과 헤이그도 비슷한 지역을 가지고 있다.

## 통합 및 공동체

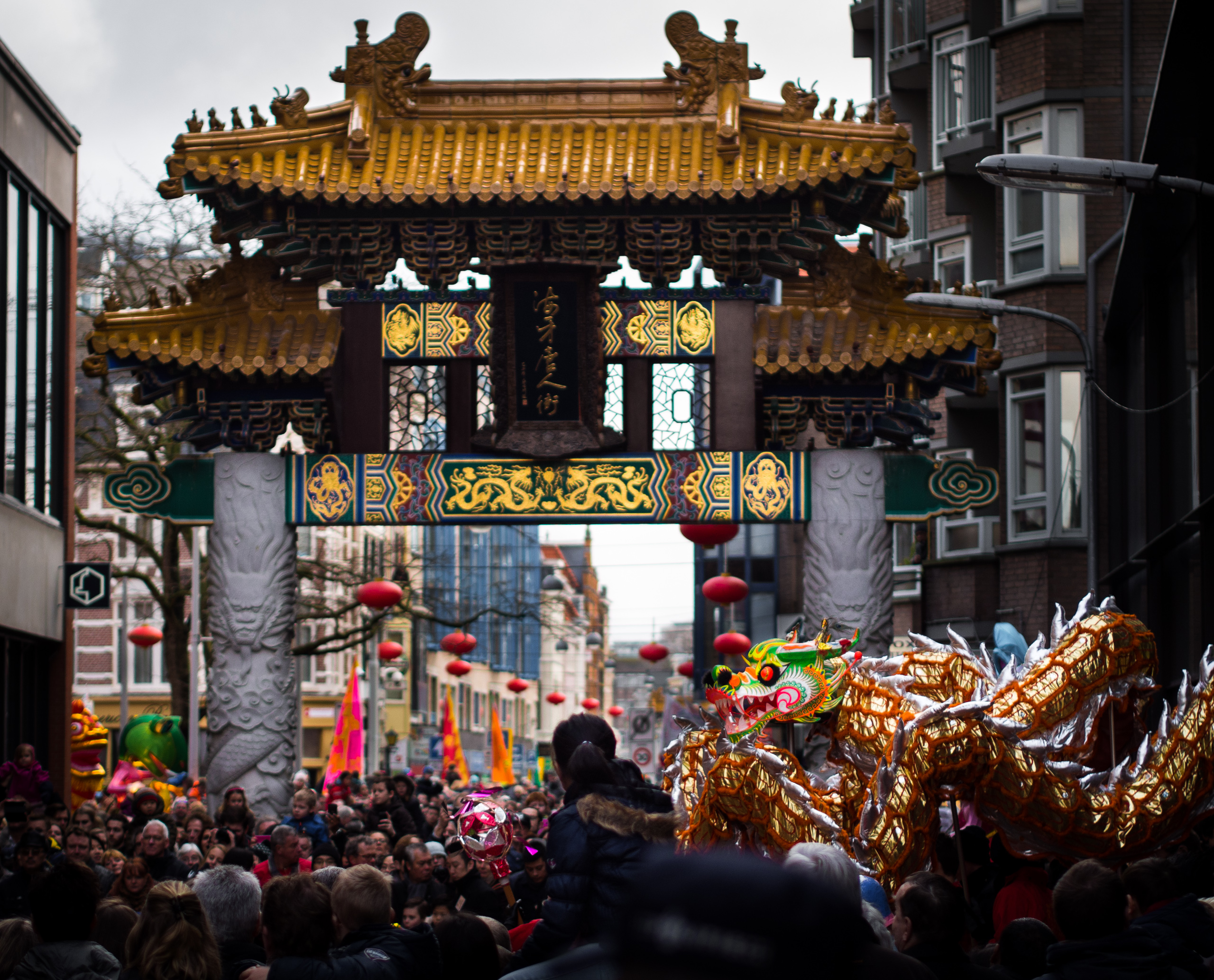
염소의 해가 시작될 때 헤이그의 차이나타운에서 열리는 춘절 축하 행사

네덜란드를 미국에 비교하면서, 중국 학생들 스스로 네덜란드는 평화롭고 특별히 도전적이지 않은 삶을 제공하지만, 더 적은 기회를 제공한다고 말한다. 그들 중 한 유명한 말은 우수한 학생들은 네덜란드를 그들의 야망을 충족시키기에는 너무 작다고 생각하고, 그들 자신의 의지로 떠난다는 것이다. 그리고 평균 이하의 학생들은 완전히 그 나라에서 쫓겨난다.
네덜란드에 사는 중국인들은 종종 동유럽에서 영국으로 이주한 중국인들을 밀수하는 데 참여하는 "스네이크헤드"로 인식된다. 1980년대에 네덜란드 정부는 네덜란드어 실력이 부족하고 화교 공동체 구성원들의 통합이 부족하다는 점을 감안하여 모로코나 튀르키예 이민자들과 유사한 소수민족으로 공식적으로 인정하는 것을 고려하기 시작했다. 이것은 중국 공동체 사이에서 매우 논쟁적인 것으로 판명되었다. 공동체의 문제에 대한 네덜란드 언론의 광범위한 토론은 중국인들을 낮은 임금을 받고 일하고 그들 자신의 공동체 문제를 해결할 능력이 없는 불법 이민자로 대중들이 인식하도록 이끌었다. "호환성과 자립성" 결국 중국인들이 정부 보조금과 소수민족 지위를 원하지 않아 중국 공식 소수민족 지위를 부여하지 않았다. 그러나, 전형적인 주류 견해는 특히 네덜란드에서 잉글랜드 도버로 가는 길에 58명의 중국인 이주자들이 냉장 컨테이너에서 질식사한 2000년 도버 사건과 같은 몇몇 심하게 공론화된 비극의 결과로 강화되었다.
또한 최근 외국인들, 특히 학생들과 나이든 해외 화교들 사이에 지역 사회 내 긴장이 있다. 후자는 광둥어를 주로 사용하는 반면, 전자는 만다린어를 그들의 링구아 프랑카로 사용한다. 그 분열은 아이들의 교육에서 가장 뚜렷하게 나타난다. 소수의 국제 학생들은 그들의 아이들을 "식당 가정의 아이들을 위한" 수준 낮은 학교라고 조롱하고 낮은 수준의 교사들을 고용하면서 그들의 아이들을 오래된 해외 화교들이 설립한 학교에 보낸다. 이와는 대조적으로, 옛 화교들은 학생들을 거만하게 묘사하고, 스스로를 "네덜란드 화교 사회의 진정한 대표자"로 본다.
인도네시아어를 사용하는 중국인들의 후손들은 주로 자유주의적인 직업에 종사하면서 "중국인 식당"을 경멸하지만, 그 대가로 다른 중국인들은 종종 그들을 "진짜 중국인"이 아니라고 본다. 그들은 다른 중국인 이주자나 그들의 후손들이 설립한 협회에 거의 가입하지 않고, 대신 그들 자신의 협회를 선호한다.

## 같이 보기
- 중국계 인도네시아인